# Eudarcia
Eudarcia är ett släkte av fjärilar. Eudarcia ingår i familjen äkta malar.

## Dottertaxa tillEudarcia, i alfabetisk ordning[1]
- Eudarcia alberti
- Eudarcia alludens
- Eudarcia alvearis
- Eudarcia anaglypta
- Eudarcia armatum
- Eudarcia atlantica
- Eudarcia aureliani
- Eudarcia balcaicum
- Eudarcia brachyptera
- Eudarcia caucasica
- Eudarcia confusella
- Eudarcia croaticum
- Eudarcia cuniculata
- Eudarcia daghestanica
- Eudarcia dalmaticum
- Eudarcia deferens
- Eudarcia defluescens
- Eudarcia dentata
- Eudarcia derrai
- Eudarcia diarthra
- Eudarcia echinatum
- Eudarcia egregiellum
- Eudarcia eunitariaeella
- Eudarcia fasciata
- Eudarcia fibigeri
- Eudarcia forsteri
- Eudarcia gallica
- Eudarcia glaseri
- Eudarcia gracilis
- Eudarcia graecum
- Eudarcia granulatella
- Eudarcia haliplancta
- Eudarcia hedemanni
- Eudarcia herculanella
- Eudarcia holtzi
- Eudarcia ignara
- Eudarcia incincta
- Eudarcia isoploca
- Eudarcia kasyi
- Eudarcia lamprodeta
- Eudarcia lapidicolella
- Eudarcia lattakianum
- Eudarcia leopoldella
- Eudarcia lobata
- Eudarcia mensella
- Eudarcia microptera
- Eudarcia montanum
- Eudarcia moreae
- Eudarcia nerviella
- Eudarcia nigraella
- Eudarcia orbiculidomus
- Eudarcia ornata
- Eudarcia pagenstecherella
- Eudarcia palanfreella
- Eudarcia petrologa
- Eudarcia protograpta
- Eudarcia richardsoni
- Eudarcia romanum
- Eudarcia sacculata
- Eudarcia sardoa
- Eudarcia saucropis
- Eudarcia servilis
- Eudarcia simulatricella
- Eudarcia sinjovi
- Eudarcia subtile
- Eudarcia sutteri
- Eudarcia tetraonella
- Eudarcia tischeriella
- Eudarcia turcica
- Eudarcia vacriensis
- Eudarcia verkerki